# 울요자
울요자(尉繚子)는 중국 전국시대에 울요(尉繚)에 의해서 쓰여졌다고 여겨지는 병법서이다. 무경칠서(武經七書) 중의 하나이다.

## 울요
사마천(司馬遷)은 사기(史記),진시황본기(秦始皇本紀)에서 여러 신하들이 모두 말하기를 울요(尉繚)는 폐하를 도와 온 나라를 안정시키는데 가장 큰 공을 세웠습니다. 하니, 주의 강태공(姜太公)과 비견(比肩)된다고 평했다.

## 울요자의 위서설
손자병법, 오자병법과 함께 옛날부터 평가가 높은 병법서였지만, 한편으로 방효유(方孝儒)가 엄혹가폭(嚴酷苛暴)이라고 한 평가가 있었다. 또 저자인 울요의 정체와 생애에 대하고 여러 가지 설이 있어서, 울요자가 전해지고 있는 판본의 경위가 판명 하지 않는 것으로부터, 명나라 이후에는 위서라는 주장이 있었고, 청나라의 요제항(姚際恒)에 의해서 위서라고 판정하고는 요제항의 판단이 통설이 되었다.
1972년 산동성 임기현 은작산(山東省 臨沂縣 銀雀山)에 전한시대의 무덤에서 출토한 병법서 뭉치안에 울요자의 사본이 발견되었기 때문에, 전국시대부터 늦어도 진나라(秦) 시대에 걸친 저작인 것으로 추정된다. 하지만, 동시에 지금까지 미발견된 병법서안에 울요자와 동일한 내용의 문장이 발견된 일로부터 후세까지 문장이 첨가된 부분도 존재하는 일도 맞추어 판명되었다.

## 저작자
울요자가 서장부터 울요(尉繚)가 집필했다고 밝히고 있지만, 그럼 울요가 어떤 사람인지 구체적이지 않고, 여러 가지 설이 있어 판별하기 어렵다.
일반적인 울요가 어떤 인물이었다는 설이다.
- 제나라 사람으로 귀곡자(鬼谷子)의 문인이었다고 하는 설.
- 위나라 사람으로 위 혜왕(魏惠王)의 신하였다고 하는 설(본문에 혜왕과 울요의 대화가 등장한다.).
- 위나라 사람으로 상앙(商鞅)의 학문을 배운 후에 진시황제의 신하가 되어 진나라 포위망을 깨트리는 계책을 진언하였다고 하고, 진시황의 잔인함을 보고 떠나는 것을 결의한다. 하지만, 진시황의 요청에 의해 그대로 진나라의 장군이 되었다(사기의 설).

## 내용과 사상
울요자 저작 이전에 유포된 병법서인 손자병법, 오자병법 외에 맹자, 한비자, 상군서 등의 영향을 받은 부분이 포함되어 있어 후세 사람들이 위서라고 주장한 이유 중 하나가 되었고, 반대로 울요자가 그전의 선인의 학설을 통합하여 보다 나은 고도의 군사, 정치 이론을 구축하려고 한 것은 아닐까 하는 적극적인 평가도 있다. 울요가 유파를 이어 받은 문인에 의뢰하여 가필을 상정하는 견해도 있다.
자국의 이익을 얻기 위해서 실시하는 군사 행동을 어렵게 비난하는 한편으로, 대의명분이 있는 싸움이라면 선제공격도 어쩔 수 없다고 파악하고 있다.
또, 정치가 제대로 행해지고 민생이 안정되지 않으면, 민중을 군사에 동원하는 일은 할 수 없다고 말한다. 또, 상업의 역할을 비교적으로 높게 평가하고 있어, 농업을 주로 하면서도 상업과의 밸런스가 있는 발전이 인적 교류를 통한 정보 수집으로 연결된다고 평가하고 있다. 한편, 군인에는 군사의 질을 높여 효율적인 전투를 실시하기 위해서는 철저한 규율의 필요성을 주장하고 있다.

## 구성
울요자는 전체 24권으로 구성되어 있다.